# Arsinoé II.

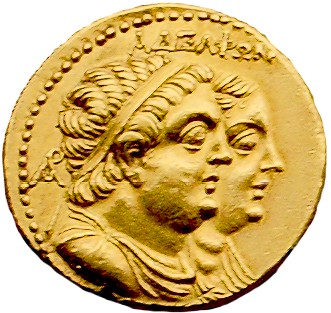
Hlava Ptolemaia II. Egyptského (309 - 246 př. n. l.), s Arsinoé II. 316 - 270 př. n. l.).

Arsinoé II. (316 př. n. l. - červenec 270 př. n. l.) byla královna Thrákie a Makedonie a později společně se svým bratrem a manželem Ptolemaiem II. Egyptským spoluvládkyně Egypta.

## Makedonsko-thrácká královna
Byla dcerou krále Ptolemaia I. Sótéra (což znamená zachránce), zakladatele helénistického státu v Egyptě, a jeho druhé manželky Bereniky I.
Ve věku 15 let byla Arsinoé II. provdána za krále Lýsimacha z Thrákie, kterému porodila tři syny, Ptolemaia, Lýsimacha a Philipa. Aby dosadila své syny na trůn, obvinila Lysimachova prvního syna Agatokla z velezrady a ten byl následně popraven jedem.
Po Lýsimachově smrti v bitvě v roce 281 př. n. l. prchla do Kasandry v Řecku a provdala se za svého nevlastního bratra Ptolemaia Kerauna, syna Ptolemaia I. a jeho první ženy Euridiky. Sňatek se konal z politických důvodů, neboť si oba činili nároky na makedonsko - trácký trůn (v době své smrti vládl oběma územím Lýsimachos a rozšířil svoji moc také do jižního Řecka). Jejich vztah však nikdy nebyl dobrý.
Jak se Ptolemaios Keraunos stával čím dál více mocnějším, rozhodla se Arsinoé, že je čas ho zastavit a konspirovala proti němu spolu se svými syny. To přinutilo Ptolemaia zabít dva z jejich synů, Lýsimacha a Philipa, zatímco nejstaršímu Ptolemaiovi se podařilo uprchnout a plavit se na sever, do království Dardanů. Arsinoé odešla do Alexandrie, kde hledala ochranu u svého bratra Ptolemaia II.

## Egyptská královna
V Egyptě pokračovala v intrikách a pravděpodobně podnítila obvinění a odchod do exilu první ženy svého bratra, Arsinoé I. Egyptské. Arsinoé II. se poté za svého bratra provdala. Díky tomuto sourozeneckého vztahu dostali oba od Řeků přívlastek "filadelfoi" ("milující sourozence").
Sdílela všechny bratrovy tituly a očividně měla velký vliv. Byla jí věnována města, vlastní kult (což bylo egyptským zvykem) a objevila se na mincích. Velkou měrou zasahovala do zahraniční politiky, včetně Ptolemaiova vítězství v první syrské válce (274 - 271 př. n. l.) mezi Egyptem a říší Seleukovců na Středním Východě.
Po její smrti na ni Ptolemaios II. stále odkazoval v úředních dokumentech a stejně tak podporoval její kult a vydával mince s jejím portrétem. Také založil uctívání Arsinoé jako bohyně, což byl chytrý tah, protože tímto rovněž založil svůj vlastní kult a byl uctíván jako bůh.